# Tom Thomson Art Gallery

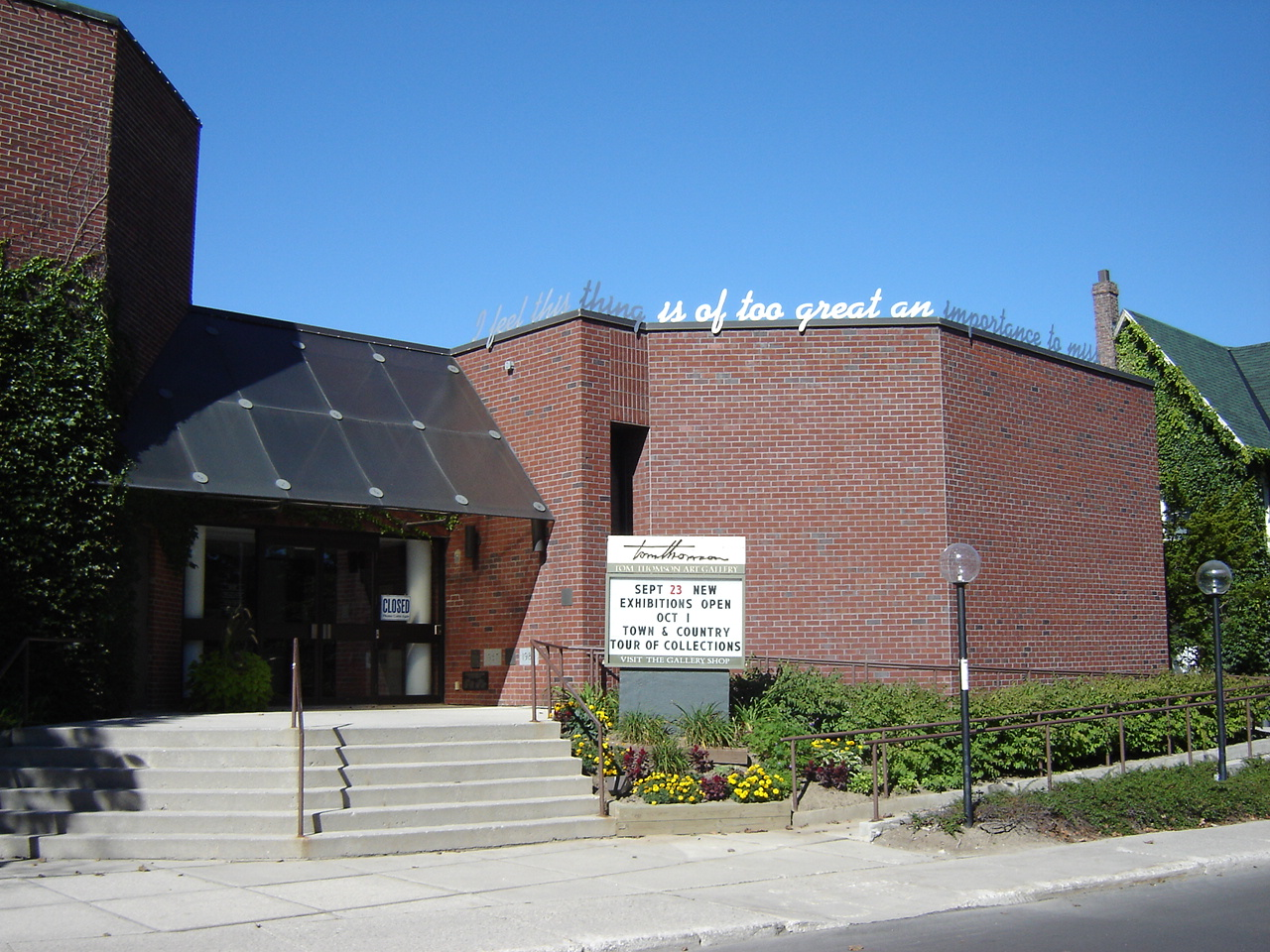
Tom Thomson Art Gallery, Owen Sound, 2006

Die Tom Thomson Art Gallery befindet sich in Owen Sound, Ontario, Kanada, und ist eine öffentliche Kunstgalerie, die dem Leben und Werk des kanadischen Malers Tom Thomson (* 5. August 1877 in Claremont, Ontario; † 8. Juli 1917 in Canoe Lake im Algonquin Provincial Park) gewidmet ist.

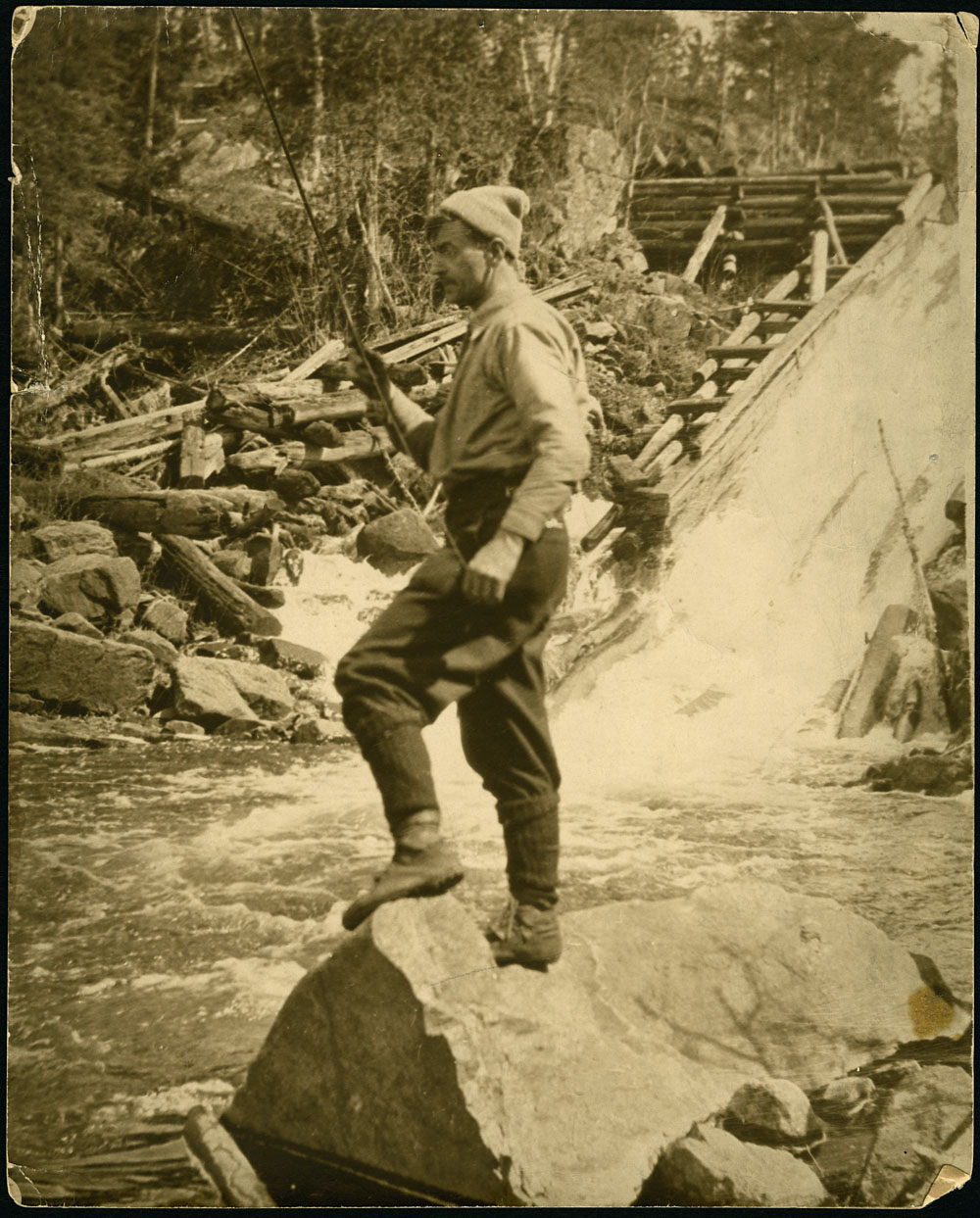
Tom Thomson beim Angeln am Tea Lake Dam, Algonquin Provincial Park, 1916

## Geschichte
Die Tom Thomson Art Gallery wurde 1967 eröffnet und beherbergt eine umfangreiche Sammlung seiner Werke sowie Kunstwerken zeitgenössischer Künstler, die von seiner Kunst inspiriert wurden. Die Tom Thomson Art Gallery hat sich zu einem kulturellen Zentrum entwickelt, das Ausstellungen, Bildungsprogramme und Gemeinschaftsveranstaltungen anbietet. Die Galerie besitzt mehr als 2600 Objekte, Gemälde, Arbeiten auf Papier, Fotografien, Skulpturen, Textilien, Installationen und sogar ein Kawasaki-Motorrad und über 50 Werke von Tom Thomson. Sie bietet ein Archiv mit Dokumenten und Objekten, die Tom Thomsons Leben und Schaffen dokumentieren. Sie spielt eine zentrale Rolle bei der Pflege von Thomsons Vermächtnis, insbesondere durch die Zusammenarbeit mit Projekten wie dem Tom Thomson Catalogue Raisonné, einer umfassenden Dokumentation seines künstlerischen Werks.
Tom Thomson war ein Wegbereiter der modernen kanadischen Landschaftsmalerei. Seine Werke, die oft die wilde Natur Ontarios darstellen, beeinflussten maßgeblich die sogenannte Group of Seven, eine einflussreiche Künstlervereinigung in Kanada. Obwohl er nie offiziell Mitglied der Gruppe war, gilt Thomson als ihr geistiger Vorläufer. Er erlangte Bekanntheit für Gemälde wie The Jack Pine und The West Wind, die durch ihre kräftigen Farben und dynamischen Kompositionen bestechen. Sein plötzlicher Tod unter mysteriösen Umständen im Alter von nur 39 Jahren gibt bis heute Anlass zu Spekulationen und trug zu seiner Legendenbildung bei.
Thomson ist in jeder allgemeinen kanadischen Kunstgeschichte und in den meisten Büchern über die Group of Seven vertreten. Darüber hinaus gibt es mehrere Bücher und Artikel, die ausschließlich ihm gewidmet sind. Leider hat er nur wenige Briefe geschrieben, und die einzigen Berichte aus erster Hand über ihn stammen von seinen Freunden in der Gruppe und von Kommentaren von Rangern und anderen im Algonquin Park, die ihn kannten. Ein besonderer Fokus der Galerie liegt darauf, Thomsons Einfluss auf die kanadische Landschaftsmalerei und die Künstlergruppe Group of Seven zu beleuchten, deren Mitglieder durch ihn inspiriert wurden.
Gemälde von Tom Thomson befinden sich in zahlreichen Sammlungen in ganz Kanada. Die größte Sammlung seiner Werke befindet sich in der National Gallery of Canada in Ottawa, der Thomsons Förderer James MacCallum 1918 zahlreiche Bilder verkaufte und 1943 seine Sammlung schenkte.